# Richard II van Orley
Richard II van Orley né le 16 juillet 1663 à Bruxelles, mort le 20 juin 1732 dans cette même ville, est un peintre flamand d'histoire, scènes mythologiques, paysages, peintre à la gouache, miniaturiste et graveur des XVIIe et XVIIIe siècles.

## Biographie
Descendant de la famille luxembourgeoise des seigneurs d'Ourle ou d'Orley, il est le fils et l'élève de Pieter van Orley, et de sa mère Josine Criex. Il semble avoir séjourné quelques années en Italie, c'est comme miniaturiste, dessinateur et graveur qu'il se fait connaître. 
Il occupe à Bruxelles des fonctions municipales et celles de receveur en 1698 et 1699. Le Musée de Bâle conserve deux de ses tableaux (miniatures) : Paysages arcadiens.
G. P. Mensaert (Peintre et historien-1711-1777) énumère quelques-uns de ses tableaux :
- L'Histoire de Télémaque en quatre-vingt-six planches, à l'encre de Chine.
- L'Histoire des accroissements de Rome, en soixante-trois planches.
- L'Histoire du Pontificat romains, gravée par Berthram.
- L'Histoire du juif Joseph, gravée par Berthram.

La bibliothèque de Gand conserve de lui seize dessins représentant des Scènes de vie de Charles Quint.
Il exécute pour l'abbaye des Prémontrés de Tongerloo qui l'emploie, une série de panneaux relatifs à l'histoire de saint Norbert, dont l'un, la rentrée du pape Innocent II à Rome, conservé au musée d'Anvers, ainsi que deux petits sujets mythologiques, les Pierides et Junon et Argus, au musée de Gand.
De ses gravures on connait :
- Un recueil de douze planches, d'après les dessins d'Augustin Coppens, intitulé Perspectives des ruines de la ville de Bruxelles désignées au naturel, représentant le centre de la ville après le bombardement de 1695.
- Une suite de vingt-huit sujets empruntés à l'Histoire du nouveau Testament, d'après les dessins de son frère Jan.

Toutes ces petites gravures sont exécutées de manière souple et harmonieuse, ce qui n'est pas le cas dans les grands formats. Il signe quelquefois ses œuvres par le monogramme R.V.O.
Richard II van Orley meurt célibataire en 1732 et est enterré dans l'église Saint-Géry. Maximilien De Haese est son unique héritier.